# Atticus le Platonicien
Ne doit pas être confondu avec Atticus.
Atticus est un philosophe grec du IIe siècle apr. J.-C., représentant du moyen-platonisme.

## Biographie
Dans son Canon chronologique, Eusèbe de Césarée fait correspondre son floruit avec la 238e olympiade (176/80). 176 étant l'année où Marc Aurèle créa quatre chaires de philosophie à Athènes (pour les quatre écoles philosophiques principales), on peut penser qu'Atticus fut le premier titulaire de la chaire platonicienne. On ignore s'il était apparenté à Hérode Atticus (101 - 177), qui recruta les philosophes.
On conserve de lui des fragments d'un traité polémique contre les péripatéticiens, repris par Eusèbe de Césarée dans sa Préparation évangélique (livres XI et XV). Il est également cité par Proclus (qui lui attribue des commentaires du Timée et du Phèdre) et par Simplicius (qui parle d'une critique des Catégories d'Aristote) ; ces deux auteurs le connaissaient sans doute par l'intermédiaire de Porphyre.
Atticus reprochait notamment à Aristote de ne pas avoir une conception assez relevée de la vertu, de ne pas attribuer à Dieu une intervention active sur le monde, et de nier l'immortalité de l'âme. Il pensait comme Plutarque que le Cosmos était venu à l'existence dans le temps, qu'il existait auparavant un état désordonné de la matière, et qu'à cet état correspondait une « Âme Malfaisante » (Κακεργάτις Ψυχή, d'après Les Lois, 896 e sqq.). Il identifiait le Démiurge du Timée avec le Dieu suprême, supérieur au Paradigme.